# Splatoon
Splatoon (Japans: スプラトゥーン; Romaji: Supurato~ūn) is een third-person shooterspel ontwikkeld en uitgegeven door Nintendo voor de Wii U. Het is het eerste deel uit de Splatoon-serie en verscheen in Japan op 28 mei 2015, en de dagen erna ook in andere werelddelen. Het spel bevat een singleplayer-modus met verhaallijn en een online multiplayer-modus, waarin spelers het in teams van vier tegen elkaar opnemen. De onlinedienst werd beëindigd op 8 april 2024.

## Gameplay

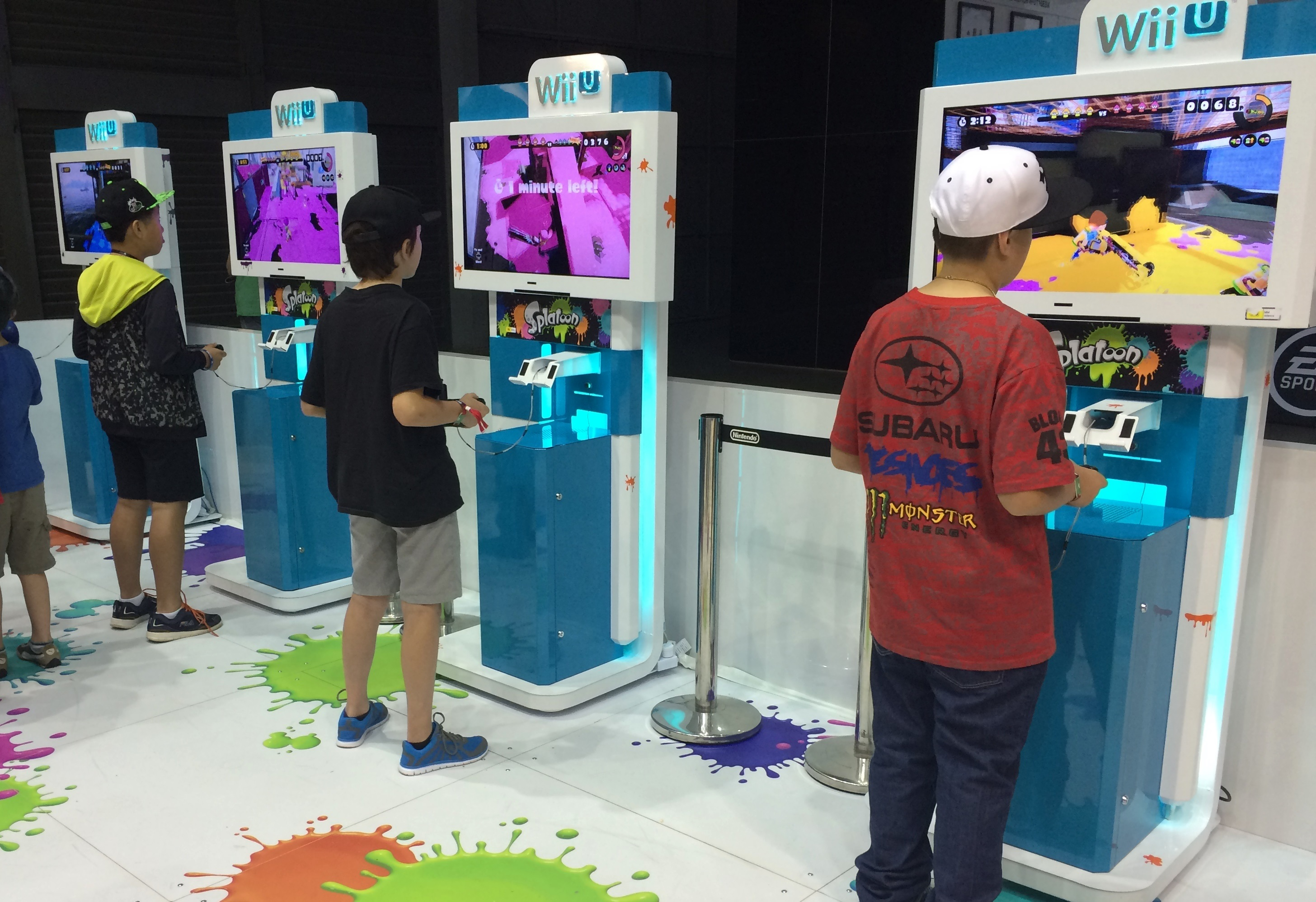
Jongeren spelen online Splatoon wedstrijden.

In Splatoon neemt de speler de vorm aan van een 'Inkling'; een fictief wezen wat zowel mens is als inktvis. In hun gedaante als mens hebben Inklings toegang tot inkt-spuwende wapens die gebruikt worden om hun omgeving onder te dompelen in inkt waarna ze vervolgens als inktvis moeiteloos over het besmeurde terrein kunnen navigeren, zelfs tegen verticale muren op. In het spel neemt de speler deel aan korte online multiplayer-wedstrijden waarin acht spelers verdeeld worden over twee teams van elk vier 'Inklings'. Binnen drie minuten moeten de teams zoveel mogelijk terrein veroveren door het te beschilderen of te bespetteren met inkt. Deze specifieke nadruk op gebiedscontrole, in plaats van aantal gedode vijanden, maakt het dat 'Splatoon' zich onderscheidt van andere spellen binnen het shooter-genre.
Inklings hebben wapens waarmee ze met inkt schieten om, in Turf War, het grootste deel van de desbetreffende arena te vullen met inkt. In Ranked Battle gaat het niet om het grootste deel van de hele arena, maar om een ander doel, zoals een bepaalde zone of het brengen van een voorwerp naar het doel. Inklings kunnen naast terrein bedekken ook tegenstanders uitschakelen met inkt. De verslagen speler komt na enkele seconden weer terug in het spel op het spawn point. Inklings kunnen in inktvisvorm zwemmen in hun eigen kleur inkt, onder andere om henzelf te verstoppen voor de tegenstanders. Het zwemmen in de inkt is veel sneller dan lopen en inktvissen kunnen tegen muren zwemmen en door roosters zwemmen. Bovendien wordt bij het zwemmen de inktvoorraad aangevuld. Er zijn twee teams van elk vier spelers in het spel, behalve in de Battle Dojo, de local multiplayer, waarbij twee spelers op dezelfde Wii U een een-op-eengevecht aangaan.

### Turf War
In Turf War is het de bedoeling om het grootste oppervlakte van de arena te bedekken met inkt. Het team dat na 3 minuten het grootste oppervlak heeft gevuld met inkt, wint het spel.

### Ranked Battle
In Ranked Battles zijn er drie verschillende spelmodi: Splat Zones, Tower Control en Rainmaker.
Splat zones is vergelijkbaar met de normale modus, omdat het ook hier gaat om het bezetten van terrein. Bij Splat zones gaat het hier echter om kleine oppervlaktes, namelijk één of twee zones per level. In deze spelmodus is het doel om de timer van het eigen team naar nul te brengen vanaf honderd. Deze timer telt af wanneer het team alle splat zones in het level heeft bezet. Is de timer op nul, dan heeft het team gewonnen. 
In Tower Control is het de bedoeling om een toren richting het doel bij de spawn point van het vijandige team te bewegen. Dit gebeurt wanneer minstens één teamlid op de toren staat. 
De spelmodus Rainmaker draait om het wapen met dezelfde naam. Met dit wapen, waarvan het uiterlijk is gebaseerd op een vis met een tijgerkop uit de Japanse folklore, kan een aanval die vergelijkbaar is aan de inkzooka (een ander soort wapen) worden uitgevoerd. In deze spelmodus moet de Rainmaker naar het doel in de buurt van de vijandelijke spawn point gebracht worden. De Rainmaker heeft een speciaal schild, vergelijkbaar met dat van de Zapfish in de verhalenmodus, dat verbroken moet worden voordat een speler het wapen kan pakken.
Voor alle spelmodi in Ranked Battles geldt dat er een tijdslimiet is. Is er nadat de tijd verstreken is nog geen winnaar, dan wint het team met de meeste punten. Bij Splat zones gaat het om het aantal punten dat van de timer is afgegaan, in de andere spelmodi om de afstand tot het doel.
Een ander groot verschil met de normale Turf Wars, naast de verschillende spelmogelijkheden, is de niveaus, de ranks. Deze gaan van C- (het laagste niveau) tot S+. Rank-punten worden verdiend door spellen te winnen, maar deze kunnen ook weer worden verloren door een spel te verliezen.

### Hero Mode
Naast de onlinespellen is er ook de verhaalmodus. In deze Hero Mode is het doel om de Great Zapfish, die de voornaamste bron was van elektriciteit voor Inkopolis, terug te halen, die ontvoerd is door de Octarians, vijandige octopuswezens die met paarse inkt schieten. Deze opdracht wordt de speler gegeven door Capt'n Cuttlefish, een Turf War-oorlogsveteraan die als enige door lijkt te hebben dat de Octarians en de ufo-waarnemingen te maken hebben met de ontvoering. In de Hero Mode gaat de speler langs 27 levels en vijf eindbazen om de Great Zapfish te kunnen bereiken. Onderweg wordt er aan het eind van ieder level een kleinere Zapfish gered. 
In de levels wordt er een weg gebaand naar de kleine Zapfish, waarbij onderweg obstakels moeten worden overwonnen. Hierbij gaat het onder andere om tegenstanders, zoals Octolings, platformen en draaiende plateaus. In ieder level is bovendien ook een Sunken Scroll te vinden. In deze verloren rollen wordt het verhaal van de strijd tussen de Octarians en de Inklings verteld. De Sunken Scroll van een eindbaaslevel levert een blauwdruk op voor een nieuw wapen (en de geüpgrade versies van dat wapen) voor gebruik in multiplayer. De scroll bij eindbazen verkrijg je na het verslaan van de baas in plaats van het level te doorzoeken (de laatste baas uitgezonderd).
Na het uitspelen van de Hero Mode ontvangt de speler bovendien speciale kledingstukken, die de speler al heeft gedragen in de Hero Mode.

### Battle Dojo
In de Battle Dojo kunnen twee spelers tegen elkaar spelen. Dit gebeurt op dezelfde Wii U en kan niet online gespeeld worden (local multiplayer). In de Battle Dojo is het doel om zo veel mogelijk ballonnen te laten knappen door ze te beschieten met inkt. Degene die zo de meeste ballonnen heeft kapotgeschoten binnen de tijd wint het spel. In de laatste minuut telt iedere ballon dubbel, waardoor een achterstand nog kan worden ingehaald.
Het aantal wapens en levels in de Battle Dojo is zeer gelimiteerd; er is een keuze uit acht wapens, met elk een bijbehorende outfit. Deze outfit- en wapencombinatie staat vast en is gebaseerd op de personages die gebruikt zijn in promotiemateriaal. Er is een keuze uit vijf verschillende levels. Ieder wapen heeft alleen een subwapen, geen speciaal wapen. Wel zijn er in de levels oranje kratten te vinden, waarin blikjes zitten. In zo'n blikje zit een willekeurige special, zoals Ink Strike.

## Levels
In de verhaal-modus van het spel speelt men in Octo Valley, woonplaats van de Octarians. De wereld bestaat uit ondergrondse ketels waar de speler moet proberen in door te dringen.
In het multiplayer-gedeelte worden er vier maps gekozen uit 16 levels in totaal, twee voor Turf War en twee voor Ranked Battle. Deze maps worden steeds na een paar uur opnieuw gekozen. Elke naam is gebaseerd op een vissoort.
| - Ancho-V Games - Arowana Mall - Blackbelly Skatepark - Bluefin Depot - Camp Triggerfish - Flounder Heights - Hammerhead Bridge - Kelp Dome | - Mahi-Mahi Resort - Moray Towers - Museum D'Alfonsino - Piranha Pit - Port Mackerel - Saltspray Rig - Urchin Underpass - Walleye Warehouse |

## Achtergrond
Splatoon is ontwikkeld door de 'Entertainment Analysis & Development'-afdeling binnen Nintendo. Deze afdeling heeft met name als doel om nieuwe vormen van spellen te ontwikkelen en te analyseren waardoor Nintendo ervoor zorgt dat hun aanbod aan spellen constant vernieuwd en geoptimaliseerd wordt. Nintendo topman Shigeru Miyamoto zag potentie in het shooter-genre en wilde dat Nintendo zich in die markt ging mengen. Dit was mede gevoed door de populariteit van spellen als Battlefield en Call of Duty. De leden van het team hebben vervolgens periodes lang deze spellen gespeeld om te bekijken hoe Nintendo deze voor haar onbekende markt het beste binnen zou kunnen treden. Vervolgens was er een ruime productieperiode voor nodig om het idee van 4 tegen 4 'online' multiplayer gevechten zodanig te presenteren dat het aantrekkelijk zou zijn voor jonge spelers maar tegelijkertijd voldoende diepgang en moeilijkheid zou bieden voor de meer ervaren 'gamers'. 'Splatoon' werd het resultaat en is Nintendo's debuut binnen het online georiënteerde shootergenre. Voor het eerst sinds Pikmin (2001) heeft Nintendo nieuw intellectueel eigendom op de markt gebracht. Op sommige kernelementen van het spel heeft Nintendo octrooi aangevraagd.

## Ontvangst en verkoop
| Recensiescore       | Recensiescore |
| Recensieverzamelaar | Score         |
| ------------------- | ------------- |
| Metacritic          | 81/100        |
| Publicist           | Score         |
| Destructoid         | 8,5/10        |
| Eurogamer           | 9/10          |
| GameSpot            | 8/10          |
| GamesRadar+         | 3,5/5         |
| IGN                 | 8,3/10        |

Splatoon werd goed ontvangen en kreeg positieve recensies. Mensen waren verbaasd dat Nintendo een shooter-spel had ontwikkeld en prezen de innovatieve ideeën die zijn toegepast. Het spel wist zich voldoende te onderscheiden van andere titels in het genre.
Het spel debuteerde op de tweede plek van de snelst-verkopende spellijsten in Groot-Brittannië. In Japan werden in de eerste week meer dan 144.000 exemplaren verkocht, en Nintendo maakte in maart van 2016 bekend dat in Europa meer dan een miljoen spellen zijn verkocht.
Van het spel zijn in september 2021 wereldwijd meer dan 4,95 miljoen exemplaren verkocht.

## Opvolger
Op 20 oktober 2016 toonde een trailer van de Nintendo Switch beelden van een nieuw Splatoon-spel voor het systeem. In januari 2017 werd bekend dat opvolger Splatoon 2 midden 2017 zou uitkomen.